# مدرسه منصوریه
مدرسه منصوریه مربوط به سدهٔ ۹ است و در شیراز، محله قدیمی لب آب واقع شده و این اثر در تاریخ ۵ دی ۱۳۵۲ با شمارهٔ ثبت ۹۵۸ به‌عنوان یکی از آثار ملی ایران به ثبت رسیده‌است.